# Холм (Кувшиновский район)
Холм — деревня в Кувшиновском районе Тверской области. Входит в состав Тысяцкого сельского поселения.

## География
Находится в центральной части Тверской области на расстоянии приблизительно 20 км по прямой на север-северо-восток от города Кувшинова, административного центра района.

## История
Была отмечена еще на карте 1825 года. В 1859 году здесь (деревня Вышневолоцкого уезда) было учтено 30 дворов. На карте 1938 года отмечена как поселение с 55 дворами. До 2015 года входила в состав Борзынского сельского поселения.

## Население
Численность населения составляла 208 человек (1859 год), 25 (русские 96 %) в 2002 году, 26 в 2010.